# Trupanea wheeleri
Trupanea wheeleri är en tvåvingeart som först beskrevs av Charles Howard Curran 1932.  Trupanea wheeleri ingår i släktet Trupanea och familjen borrflugor. Inga underarter finns listade i Catalogue of Life.